# Pintura al óleo

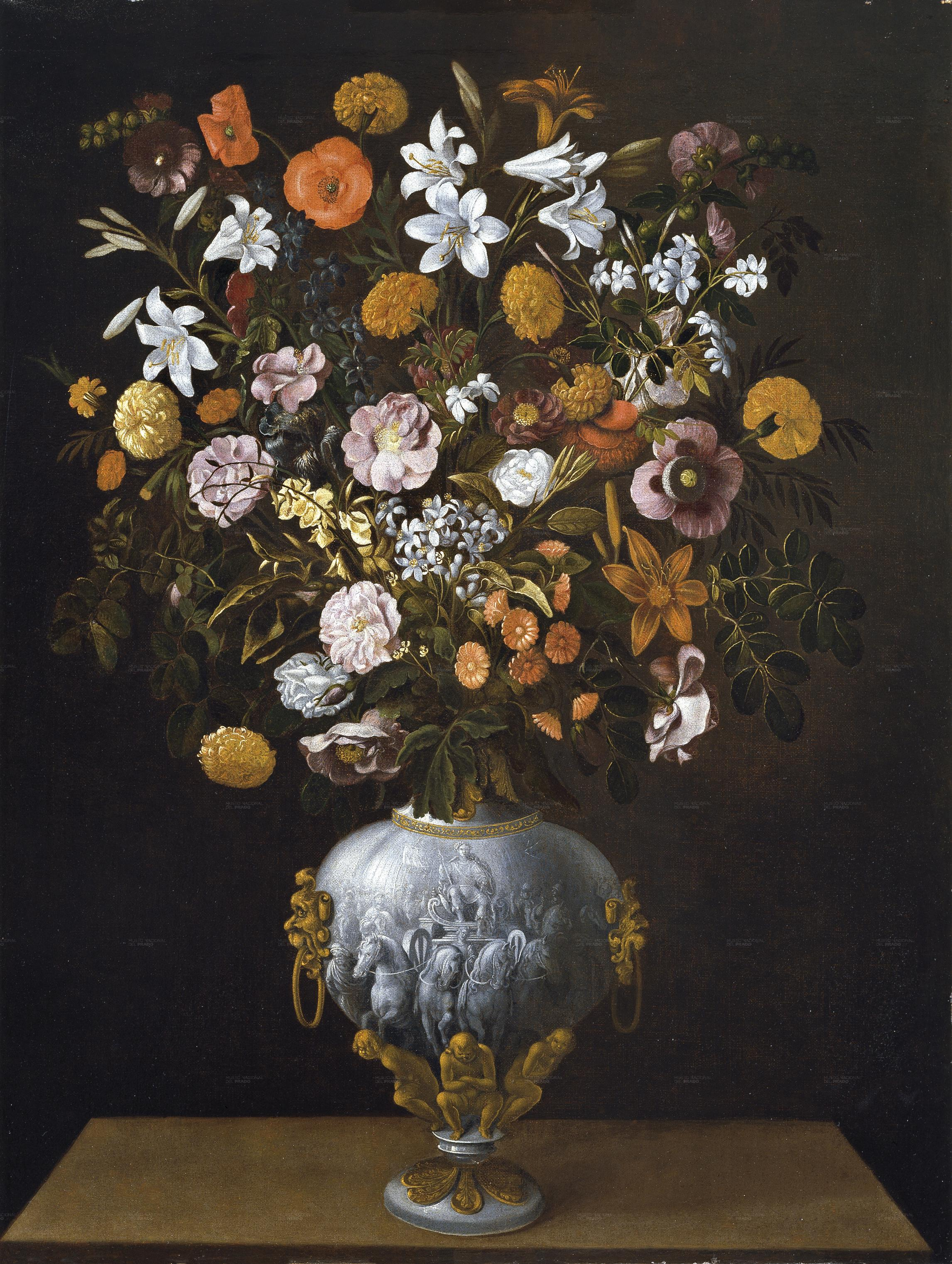
Florero con cuadriga vista de frente, por Tomás Yepes. Óleo sobre lienzo, 1643. Museo del Prado.

El óleo, palabra proveniente del latín oleum («aceite»), es una técnica de pintura. Consiste en mezclar los pigmentos con un aglutinante a base de aceites, normalmente de origen vegetal. Por extensión, se denomina óleo a la obra pictórica ejecutada mediante esta técnica, que admite soportes de muy variada naturaleza: metal, madera, piedra, marfil, aunque lo más habitual es que sea aplicado sobre lienzo o tabla.
Las pinturas al óleo más antiguas que se conocen fueron creadas por artistas budistas en Afganistán, y datan del siglo VII d. C. La pintura al óleo fue adoptada posteriormente por los europeos para pintar estatuas y trabajos en madera desde al menos el siglo XII, pero su uso común para imágenes pintadas comenzó con la pintura de los primeros Países Bajos en el norte de Europa, y en el apogeo del Renacimiento, las técnicas de pintura al óleo habían sustituido casi por completo el uso de pinturas al temple al huevo para pintura sobre tabla en la mayor parte de Europa, aunque no para iconos ortodoxos o pinturas murales, donde el temple y el fresco, respectivamente, seguían siendo la opción habitual.
El óleo permanece húmedo mucho tiempo, lo que favorece la mezcla de colores. Su secado puede comprometerse dependiendo de los aditamentos que se le pongan durante el proceso, como el secativo de cobalto, que puede craquelar el óleo al secarse.

## Historia
Las pinturas más antiguas que se han hallado con técnica de aceite se encuentran en murales budistas en las cuevas de Bamiyán, en Afganistán, y datan de mediados del siglo VII, aunque por lo madura que parece, probablemente la técnica ya era conocida en Asia tiempo atrás. 
En cuanto a la técnica con óleo con pigmentos más modernos, en un escrito de alrededor de 1125, el monje Teófilo Presbítero escribió instrucciones para la pintura al óleo en su tratado De diversis artibus (Sobre diversas artes). ) El aceite que más se empleaba era el de linaza, pero no era el único y cada artista tenía su propia fórmula que se solía guardar en secreto. Normalmente se emplea la esencia de trementina como disolvente, para conseguir una pincelada más fluida o más empastada, según el caso. Cennino Cennini, en su Libro del arte, también menciona y describe la técnica. En la Edad Media el uso del óleo estaba ya extendido entre los artistas, aunque de modo minoritario, ya que en esa época predominaba la pintura al temple o al fresco.
A fines del siglo XIV y durante el siglo XV, se comenzó a generalizar el uso del óleo en detrimento de otras técnicas, ya que permitía un secado más lento de la pintura, correcciones en la ejecución de la excelente estabilidad y conservación del color. Fueron los pintores de Flandes los primeros en usar el óleo de forma habitual, y se atribuye su invención al pintor Jan van Eyck sin ser esto totalmente cierto.
La preparación del soporte para recibir la pintura varía según la naturaleza del mismo. Normalmente se suelen aplicar una serie de capas de cola animal y yeso, que consiguen que la superficie quede lisa y uniforme; esto se denomina imprimación. Si bien en un primer momento la mayoría de los óleos eran sobre soporte de madera, a partir del siglo XVII con el arte Barroco los pintores eligieron como soporte favorito de sus pinturas el lienzo, siendo este más práctico para la elaboración de grandes composiciones por su posibilidad de enrollarse, además de sufrir menos las variaciones térmicas y el ataque de insectos xilófagos.
La pintura obtenida con la mezcla de aceites ofrecía muchas ventajas al pintor, entre otras, el poder realizar su obra lentamente y sin prisas (lo contrario a lo que ocurría en la pintura al temple, o al fresco), el poder retocar la obra, variar la composición, los colores, etc. Precisamente por estas cualidades fue la técnica favorita de pintores como Leonardo da Vinci, Tiziano o Velázquez, quienes valoraban una ejecución meditada y sujeta a correcciones continuas. Leonardo experimentó diversas variaciones de la técnica, como su aplicación sobre muros a modo de fresco, o la invención de barnices y texturas oleosas de diversa consistencia, que se saldaron con rotundos fracasos. Pero, como contrapartida, logró llevar la técnica a nuevas cimas, con la invención del sfumato o gradación suave de la luz, conseguida a base de sucesivas capas de pintura muy ligeras (veladura).
Van Eyck, como los demás pintores flamencos, utilizaba el óleo a modo de miniaturista, procurando captar los detalles y dando como resultado una pintura esmaltada; la escuela pictórica veneciana (Tiziano) aportará como novedad las posibilidades de textura de las pinceladas, experiencias que recogerán posteriormente, entre otros, el flamenco Rubens y el neerlandés Rembrandt; este último ensayó técnicas nuevas como el raspado. Todas estas formas de pintar fueron el método académico hasta el siglo XIX. A partir del Impresionismo, los pintores usan los colores prácticamente sin mezclar ni diluir, y en muchas ocasiones sin boceto ni diseño previo.

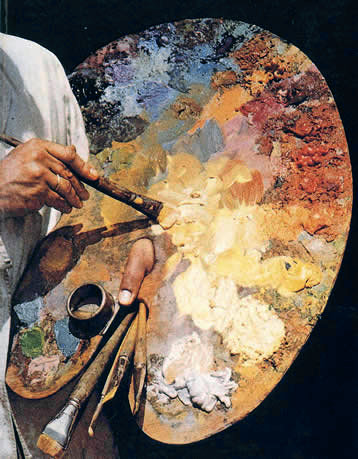
Una paleta de madera tradicional, utiliza para mantener y mezclar pequeñas cantidades de pintura mientras se trabaja.

El equipo que usan los pintores se compone normalmente de pinceles (cerdas de animales, especialmente marta; también de pelo sintético), de diferentes tamaños y formas, espátula, caballete y paleta. Se puede trabajar sobre un boceto previo, o bien sin él.

## Óleo sobre muro
En primer lugar, el artista se disponía a preparar la pared para recibir la pintura (imprimación). La técnica está descrita por Giorgio Vasari (1511-1574), arquitecto y pintor teórico del arte italiano en su obra Le Vite.

Primero se satura la superficie del enlucido con varias capas de aceite cocido, hasta llegar al punto en que la pared ya no absorba más. Cuando está la superficie seca se aplica una capa de blanco de plomo, de aceite, de amarillo de plomo y de arcilla refractaria. Se dan las últimas capas con polvo de mármol muy fino y cal, más una aplicación de aceite de lino. Para terminar, se extiende una mano de pez griega.

La utilización del óleo sobre el muro ha sido minoritaria en la historia del arte, ya que otras técnicas como el fresco son mucho más estables y duraderas. Sin embargo, algunas obras señeras, como La última cena de Leonardo Da Vinci o las Pinturas negras de Francisco de Goya emplearon esta técnica.

## Óleo sobre tabla
Esta técnica fue la utilizada preferentemente por los artistas de la pintura flamenca. Sin embargo, gran número de pinturas italianas de la primera época renacentista estaban pintadas sobre tabla. Se preparaba la tabla con una capa de carbonato de cal terroso (creta) blanco y cola animal (gesso). De esa manera la madera resultaba compacta y lisa, a la espera de la pintura.

## Óleo sobre lienzo

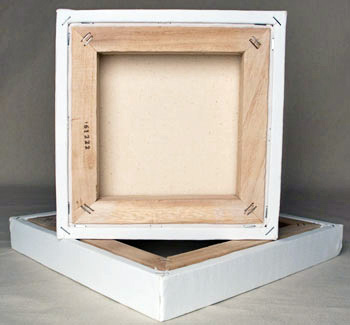
Lienzo estriado.

Ha sido el soporte favorito desde el Renacimiento hasta nuestros días, por su facilidad para el transporte y almacenaje y óptima conservación. La tela evita las molestas y antiestéticas grietas que a menudo afloran en la madera debido a oscilaciones térmicas o de humedad, y permite la realización de pinturas de mayores dimensiones. Además, muchos artistas aprovechan la trama del tejido para crear efectos expresivos particulares. Los lienzos suelen exhibir un aspecto más mate que la pintura sobre tabla, aunque muchas veces esto se mitiga con la aplicación de barnices como acabado final. Las telas más utilizadas para pintar son el lino, la arpillera y el algodón.
Los artistas venecianos de final del siglo XV fueron los primeros que utilizaron el lienzo libre montado sobre un armazón. La tela alcanzó su máximo esplendor como soporte en el siglo XIX con los impresionistas, cuando se comenzó a extender la pintura al aire libre y se hicieron necesarios soportes más ligeros y fáciles de transportar. En la actualidad, continúa siendo la favorita de muchos artistas, pero con nuevas técnicas a la hora de aplicar el óleo. Un ejemplo es el uso exclusivo de las manos, visible en pintores como Iris Scott.

## Óleo sobre otros soportes
La utilización de otros soportes diferentes a la tabla o lienzo fue muy minoritaria, aunque no escasa, ya que desde el Barroco se impuso la moda de los objetos lujosos y de apariencia extraña o novedosa, por lo que conocemos pinturas al óleo sobre piedras preciosas, metales, vidrio, e incluso marfil, que se puso muy de moda en la época romántica. Estos soportes presentan muchas veces problemas de conservación, ya que la adherencia del óleo a estas superficies no porosas es menor. En cuanto a piedras, fue usual la pintura sobre ágata y sobre mármol, siendo más extraños otros soportes como la aventurina. Tales soportes, por su exotismo y belleza, aumentaban el valor de las pinturas. 
En cuanto a los metales, sin duda el más utilizado fue cobre. Fue un soporte muy popular a partir de fines del siglo XVIII, en obras generalmente de pequeño tamaño. Las ventajas que ofrece son su estabilidad y durabilidad, y la superficie uniforme del metal, que permite un acabado liso y brillante.

## Óleo por veladuras
El óleo trabajado a base de veladuras es la técnica de pintar que más se utilizó en el Renacimiento. También fue frecuentemente utilizada por artistas posteriores. Rembrandt, por ejemplo, finalizaba sus cuadros con numerosas veladuras de color transparente sobre la base seca. La veladura consiste en capas muy delgadas de pintura diluida en barniz o trementina, de forma que se transparente la capa inferior, así el color que veremos es el resultado de la mezcla del color inferior más el de la veladura. Comúnmente se utiliza la barniceta alemana, hecho de 1/3 de aceite de linaza, 1/3 de trementina y 1/3 de barniz Damar.

## Aglutinante
El óleo se trabaja principalmente antiguamente con aceite de linaza únicamente, actualmente hay otros medios para usar como aglutinante en la pintura como lo son el ya mencionado aceite de linaza, además el aguarrás bidestilado y barniz damár, estos juntos en cantidades iguales funcionarían como un aglutinante con un mayor anclaje a la superficie de tela o soporte.

## Pigmentos

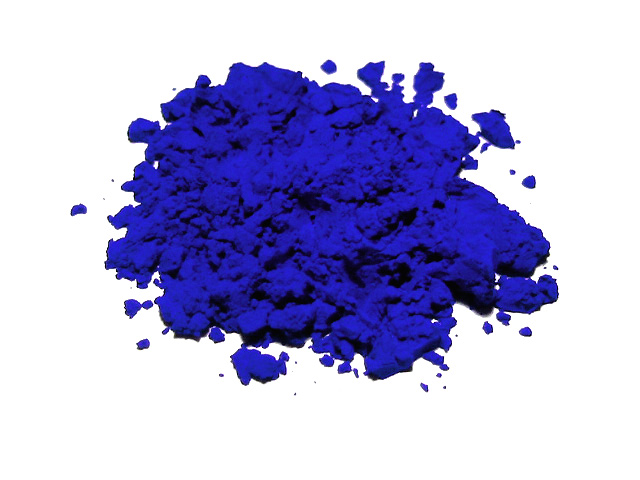
Pigmento azul ultramar sintético (PB 29).

Tradicionalmente el artista preparaba sus propios colores, mezclando pigmentos con aceite de lino y resina. A finales del siglo XIX comenzaron a comercializarse tubos con colores al óleo ya preparados. Cada maestro tenía sus propias recetas y existen muchas curiosidades asociadas a la fabricación de los colores, como el marrón de momia obtenido del polvo de momia comercializado para usos medicinales en el siglo XII o el amarillo indio muy apreciado por los pintores flamencos de los siglos XVII y XVIII, producido a partir de orina de ganado alimentado únicamente con hojas de mango.

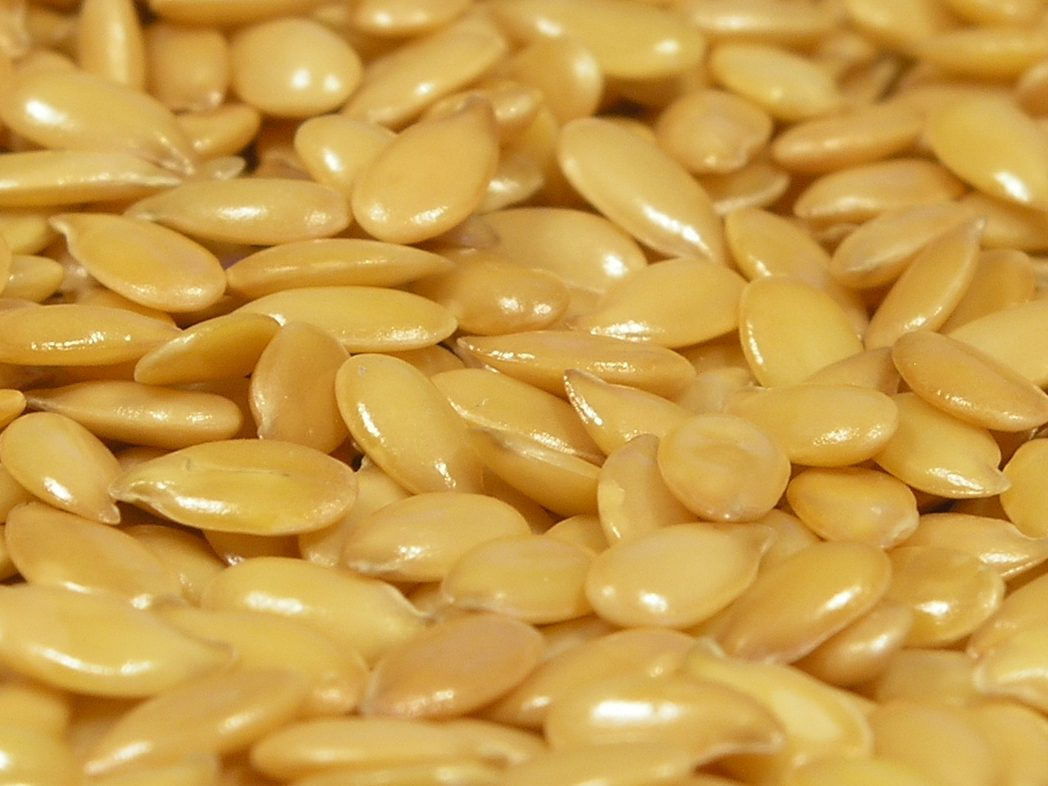
Linaza (semillas de lino).

Actualmente muchos pigmentos naturales han sido reemplazados por pigmentos sintéticos, más económicos y menos tóxicos, aunque han conservado sus nombres históricos, por ejemplo:
- Azul ultramar: en su origen el pigmento se obtenía de una piedra semipreciosa, el lapislázuli. Era el color utilizado en la pintura de los mantos de la Virgen, y era frecuente que su cantidad, uso y extensión fuera objeto de especificaciones muy precisas en los contratos realizados entre los comitentes y el artista, así como el uso del pan de oro.[13] Uno de los pigmentos más costosos de su época porque se traía desde Afganistán.

- Amarillo de cromo: elaborado originalmente a base de cromato de plomo, un pigmento de color intenso con variaciones desde tonos claros hasta casi naranja. Fue empleado hasta mediados del siglo XIX, y uno de los colores preferidos por Vincent van Gogh. La alta toxicidad del cromo, así como su poca estabilidad ante la luz, lo fueron dejando en desuso.[12]

- Carmín: tradicionalmente producido con cochinillas Kermes vermilio, y, a partir del siglo XVI, con cochinilla americana, resultaba un pigmento de un rojo intenso aunque poco estable a la luz en su utilización al óleo.[14]

- Cardenillo: la pintura al óleo preparada con este pigmento obtenido de la pátina verdosa del cobre, también conocido como verdigris, se presentaba inicialmente de un color verde-azulado y demoraba aproximadamente un mes para alcanzar su tonalidad verde estable, además de ser sumamente tóxico.[10]

El cardenillo y el aloe, así como la cúrcuma y la hiel, brindan un verde hermoso; esto también sucede con el oropimente quemado y el azafrán, aunque prontamente han de ennegrecer, según me temo. Mixturando amarillo vítreo y azul marino se obtiene un hermoso verde para el fresco. El cardenillo y la laca brindan al azul de óleo unas sombras magníficas.
Leonardo Da Vinci, Tratado de pintura, 1498.

## Ejemplos de obras famosas

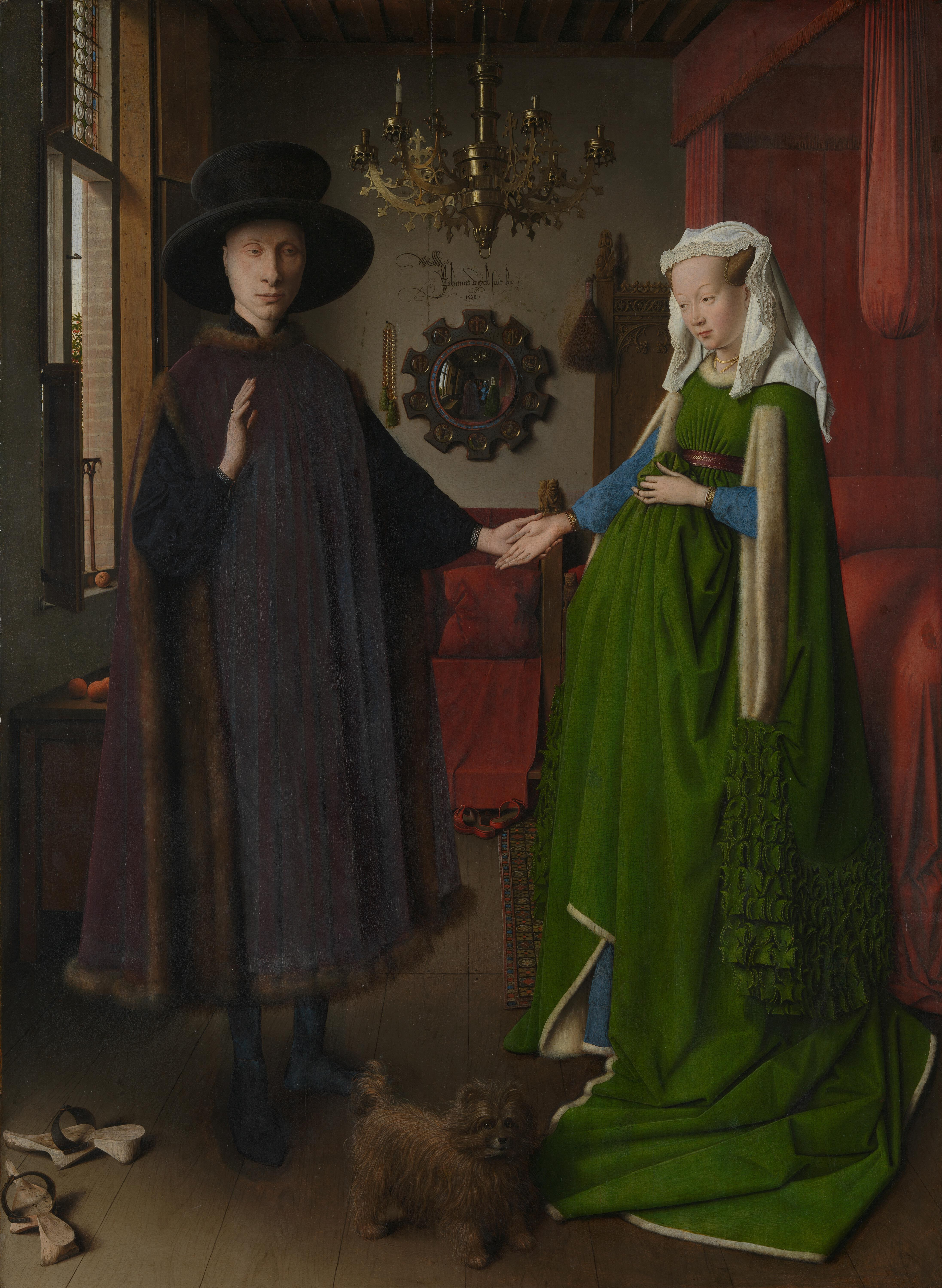
Jan van Eyck, Retrato de los esposos Arnolfini, óleo sobre tabla, 1434. National Gallery de Londres
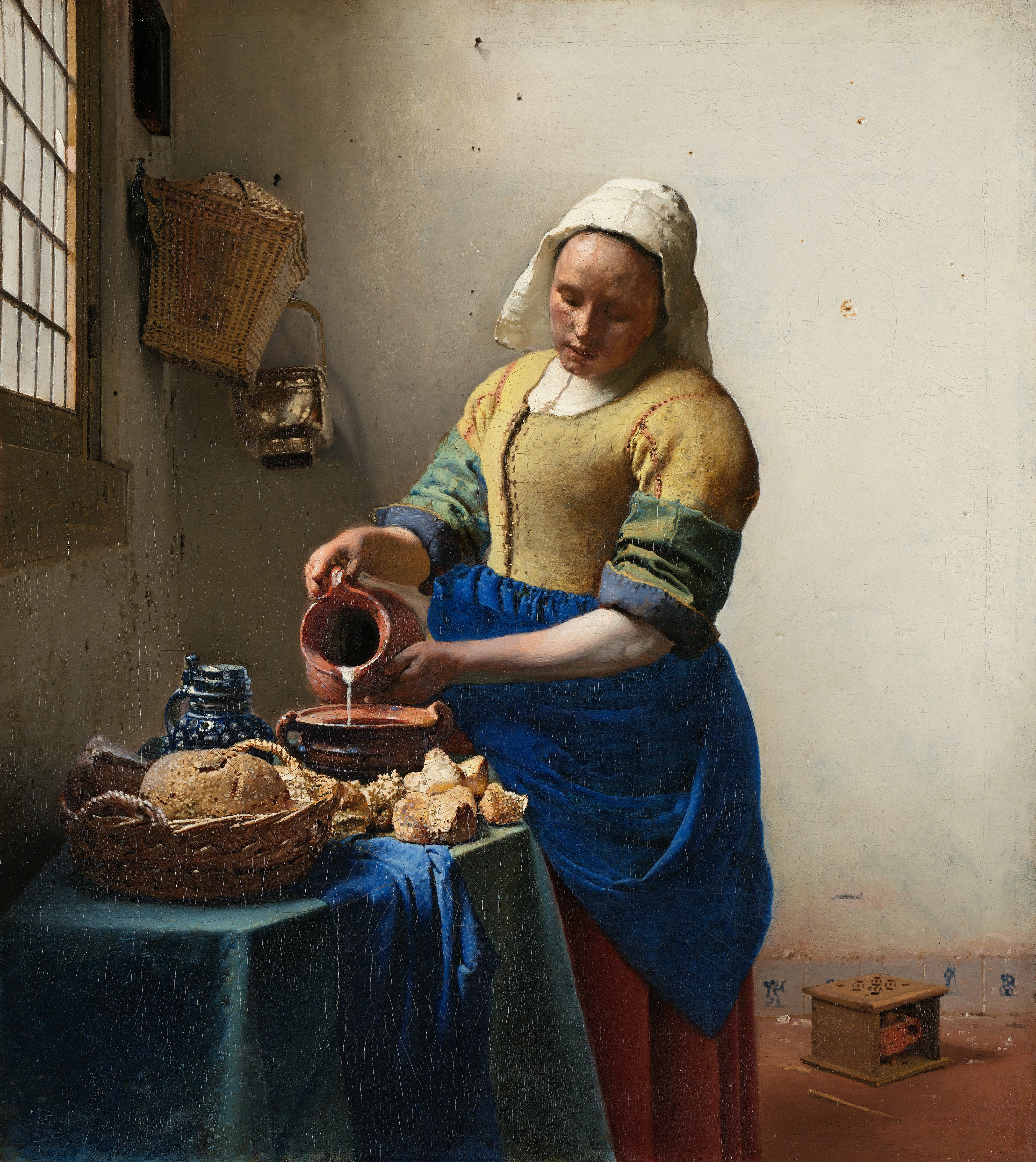
La lechera es uno de los cuadros más famosos del artista neerlandés Johannes Vermeer
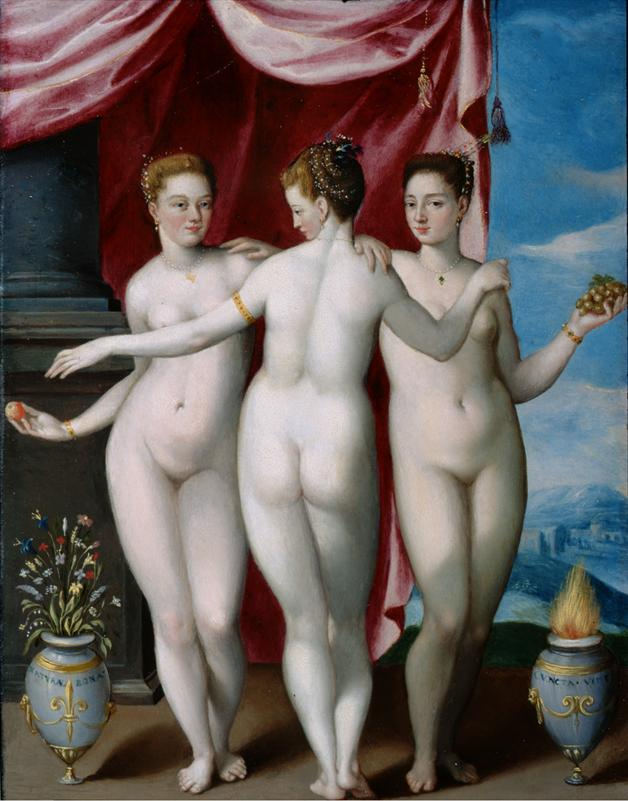
Jacopo Zucchi, Las tres gracias, óleo sobre cobre, 1575-76. Galería Uffizi
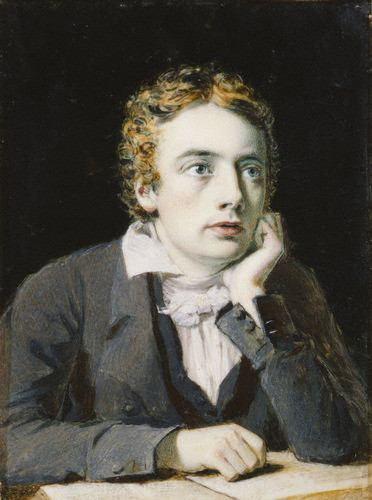
Joseph Severn, Retrato de John Keats, óleo sobre marfil (miniatura), 1819. National Gallery de Londres
Leonardo da Vinci, La Gioconda, óleo sobre tabla de álamo, c. 1503-06. Museo del Louvre
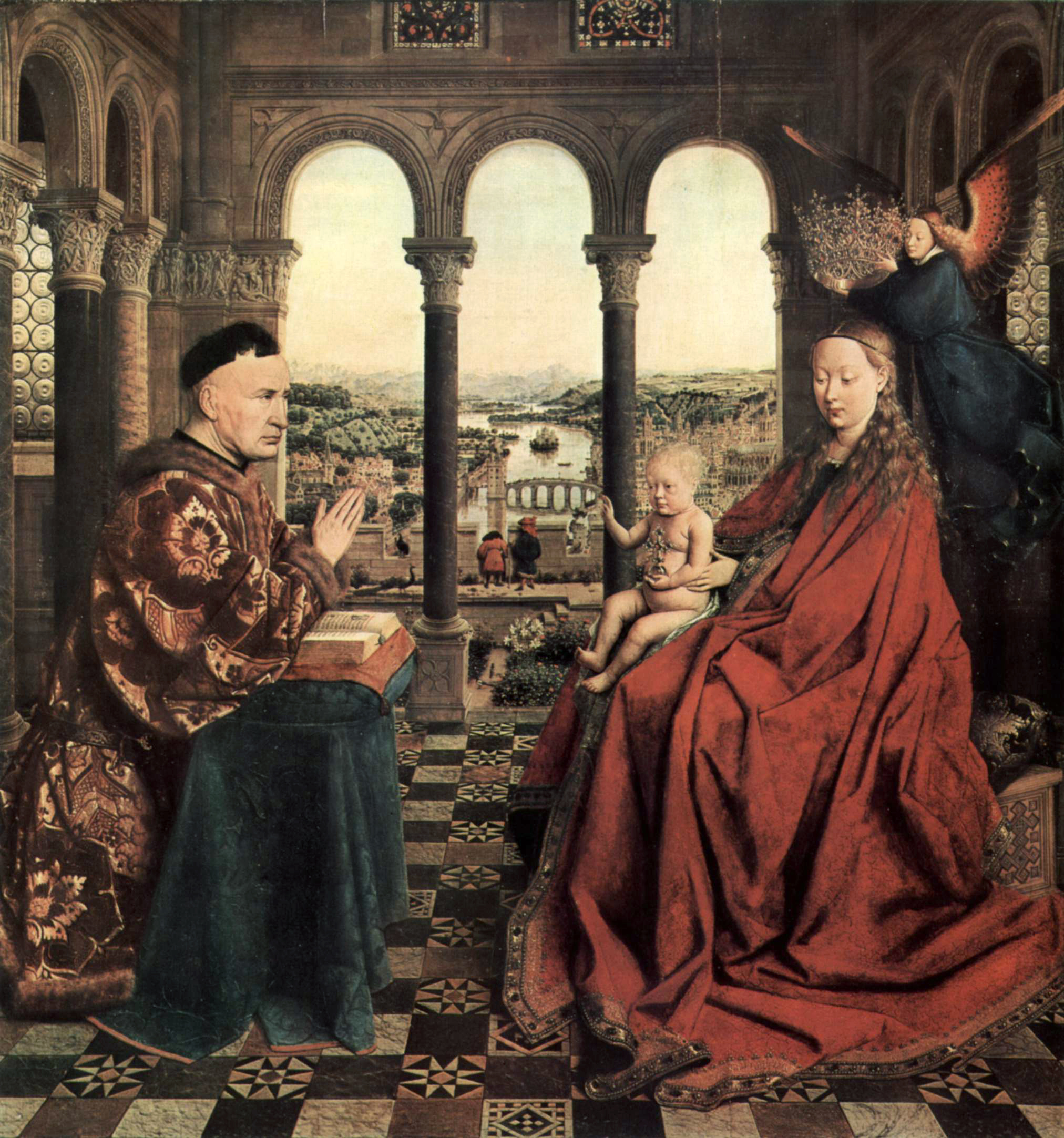
Virgen del canciller Rolin, de Jan van Eyck (h. 1435). Tomada en la Revolución francesa. Actualmente está expuesta en el Museo del Louvre en París
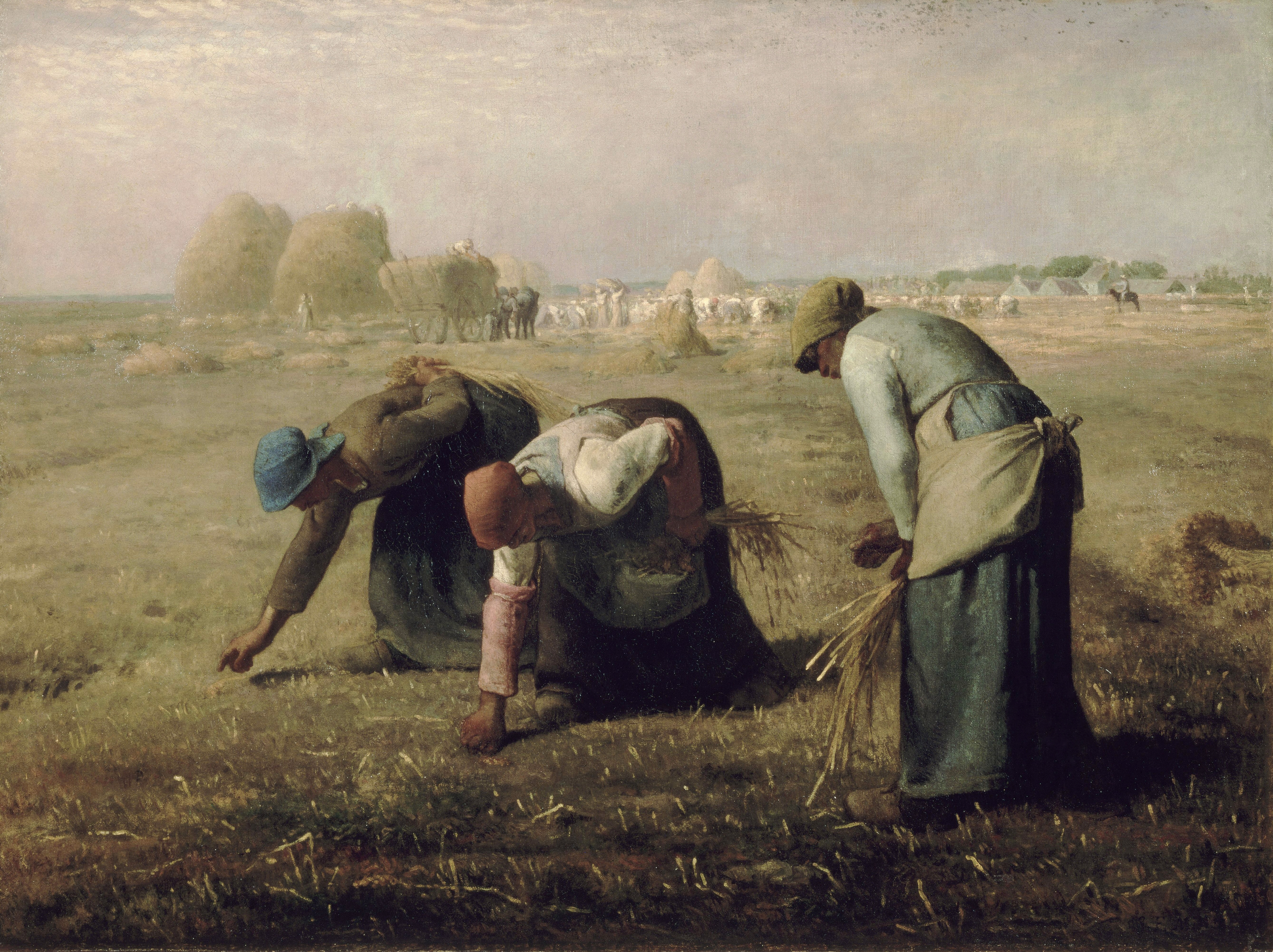
Jean-François Millet, Las espigadoras, óleo sobre lienzo, 1857. Museo de Orsay
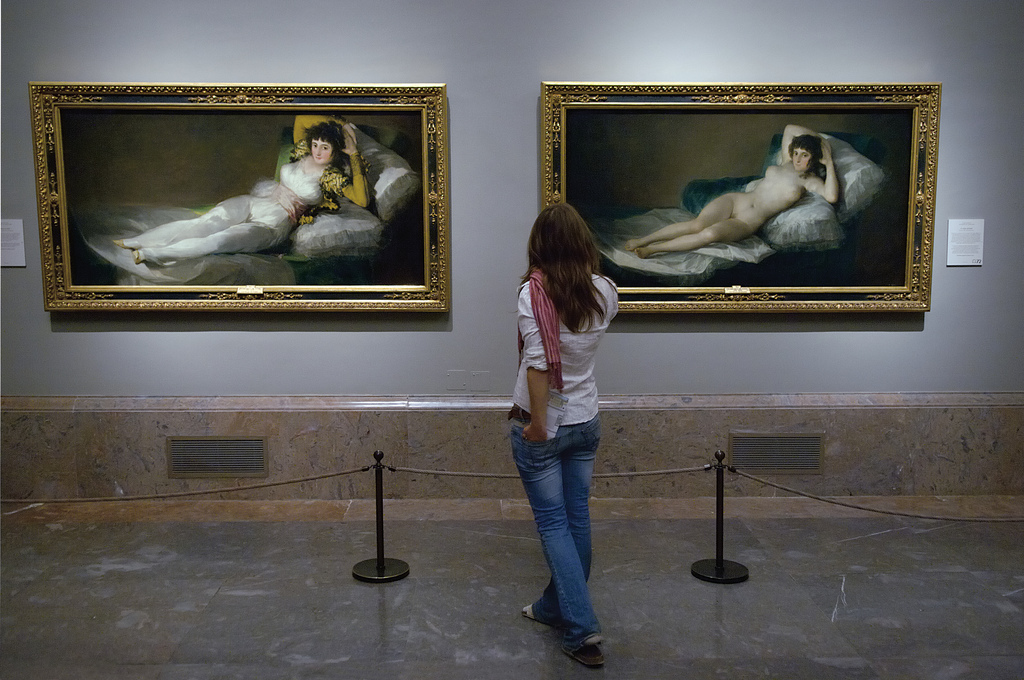
La maja vestida y La maja desnuda en el Museo del Prado son oleos de Francisco de Goya y Lucientes